# نشاط ليلي

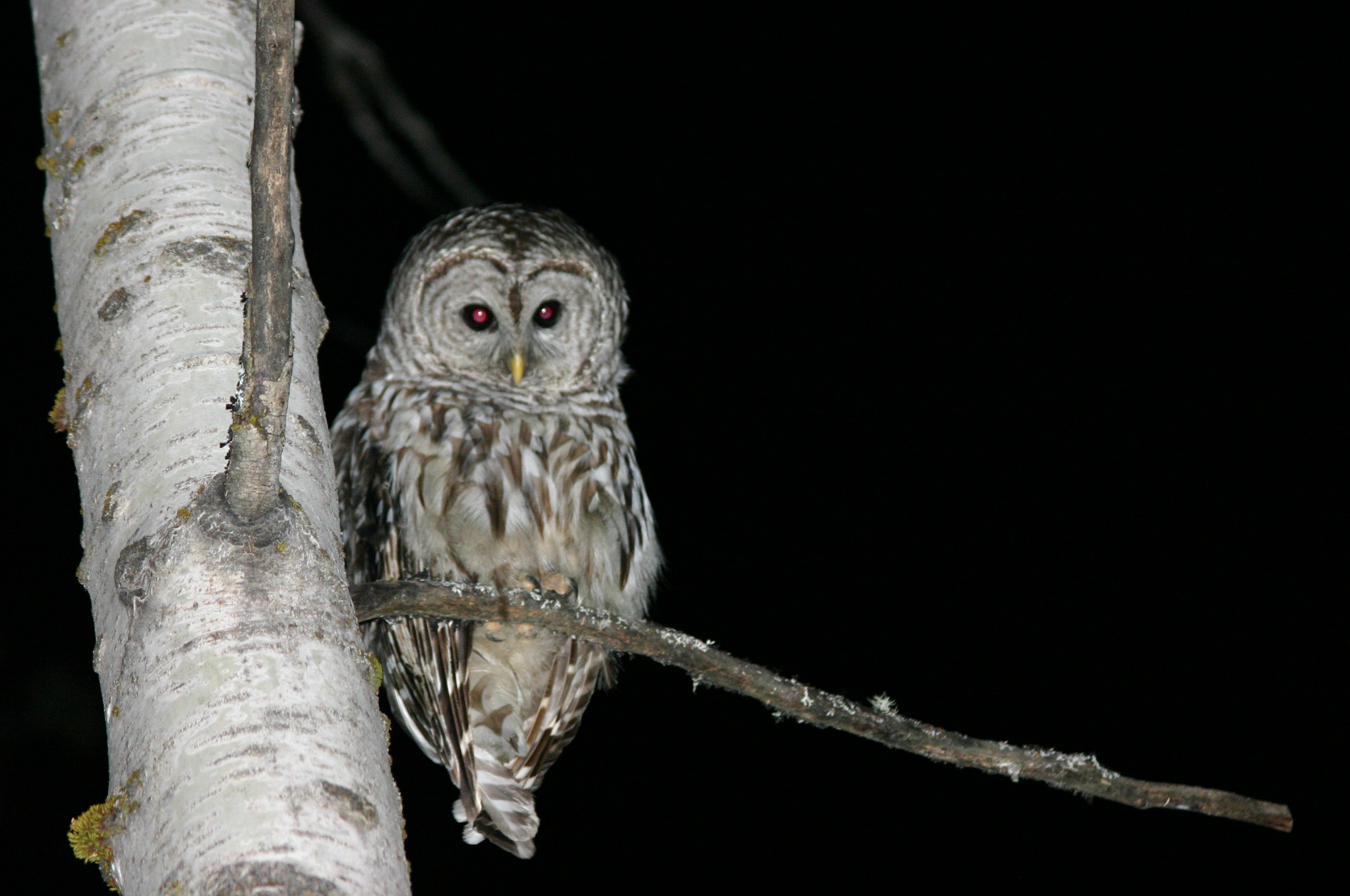
البومة أشهر الحيوانات التي ترى ليلا

النشاط اللَيْلِي اسم لسلوك الحيوان النشط ليلا والذي ينام بالنهار، على عكس النهاري ويدخل فيها فترة الغلس. يدعى هذا الحيوان دَجَويّ أو رَامس. الحيوانات الليلية عامة لديها حاستا سمع وشم متطورتان وبصر متكيف تكيُّفًا خاصًّا.

## روابط خارجية
- الموسوعة العربية